# Saison 2010-2011 du FC Lorient
Chronologie
Saison précédente Saison suivante
La saison 2010-2011 du FC Lorient voit le club évoluer dans le championnat de France de football.

## Avant-saison

### Transferts
Le club recrute plusieurs joueurs avant le début de la saison. Le brestois Mathias Autret rejoint Lorient, son ancien club n'ayant pu le retenir, de même que l'ancien grenoblois et international togolais Alaixys Romao, Francis Coquelin prêté par le club anglais d'Arsenal, et Arnold Mvuemba qui signe pour quatre ans à Lorient après y avoir passé la saison précédente, prêté par le club anglais de Portsmouth Football Club et laissé libre en raison des difficultés financières de ce club. L'angevin Bruno Ecuele Manga est approché pour pallier le départ de Laurent Koscielny pour Arsenal et signe un contrat de quatre ans début juillet. Armand Traoré d'Arsenal dont le prêt est discuté dans le cadre du transfert de Laurent Koscielny, est aussi approché pour le remplacer. Début juillet, Rémi Mulumba en provenance de l'Amiens SC signe aussi avec le club.
Plusieurs joueurs sont par ailleurs de retour de prêts comme Fabien Robert après une année à Boulogne-sur-Mer, et Rafik Bouderbal après une année passée à l'ES Sétif.
Le club compte aussi plusieurs départs. Dès le 11 mai 2010, le tahitien Marama Vahirua, arrivé en fin de contrat, signe avec le club de Nancy. Au même moment, le capitaine de l'équipe Sylvain Marchal en fin de contrat annonce son départ de Lorient et signe avec le club de l'AS Saint-Étienne. Le départ de ces deux cadres avaiet été anticipé par le club dès le mercato d'hiver de la saison précédente en recrutant Sebastián Dubarbier du club roumain du CFR Cluj et Grégory Bourillon du PSG,. L'international algérien Yazid Mansouri, lui aussi libre de tout contrat, quitte Lorient pour le club qatari d'Al-Siliya. Laurent Koscielny, à qui il restait encore trois ans de contrat est transféré à Arsenal pour un montant d'une dizaine de millions d'euros. Fin juillet, le défenseur Benjamin Genton quitte aussi le Lorient pour le club du Havre AC

### Préparation du championnat
Le club aborde la nouvelle saison avec un budget de 35 millions d'euros, contre 28 l'année précédente, en partie grâce à l'augmentation de la participation des anciens sponsors, et à l'arrivée de nouveaux. La masse salariale représente 22,7 millions d'euros, soit 59 % du budget du club pour l'année. Le club a par ailleurs dégagé des bénéfices de 2,8 millions d'euros la saison précédente, soit la plus gros montants des clubs pro français cette saison. La ville de Lorient qui est propriétaire du stade du Moustoir et qui le loue au club fait passer le loyer de 70 000 € à 300 000 € à partir du 1er janvier 2011.
Cette inter-saison est la première de Loïc Féry, le nouveau président arrivé pendant la saison 2009-2010. Christian Gourcuff, qui a signé en décembre 2009 un nouveau contrat de quatre ans, commence sa 18e saison à la tête du club. Plusieurs infrastructures sont mises en place ou voie de réalisation, dont une pelouse synthétique pour le stade du Moustoir mise en place pendant l'inter-saison, et l'« espace FCL », nouveau lieu d'entrainement du club, dont les travaux d'un cout de 11 millions d'euros commencent. Les nouveaux maillots sont présentés officiellement le 6 juillet 2010.
Le premier entrainement du club a lieu le 21 juin 2010. Deux stages de préparation sont aussi planifiés, à Crozon du lundi 28 juin au samedi 3 juillet, puis à Ploemel du lundi 26 au mercredi 28 juillet. Le club doit se passer de son gardien Fabien Audard pendant cette période de préparation, à la suite d'une blessure, de même que Francis Coquelin qui participe au Championnat d'Europe de football des moins de 19 ans, puis de Kevin Gameiro à partir de la fin juillet à la suite d'une blessure survenue lors du match de préparation contre le stade rennais.
Le club met en place plusieurs mesures à l'intention des supporters pendant la saison. Il cherche aussi à augmenter le nombre d'abonnements en mettant en place certaines mesures. Le nombre d'abonnés est passé de 4 700 à 6 500 lors de la saison précédente, et le club vise pour cette saison 9 000 abonnés. Pour cela une baisse du tarif des abonnements est mise en place, alors que le prix d'autres places au stade du Moustoir est augmenté. Finalement, le club compte 8 500 abonnés à la fin de la saison. Le club fait par ailleurs appel à Soldat Louis pour écrire un nouvel hymne pour l'équipe. Celui-ci, « Dans le sillage des Merlus » est présenté pour la première fois le 19 février 2011 à l'occasion d'un match de championnat.

### Matches de préparation
Plusieurs matchs de préparation sont organisés avant la reprise de la saison, le 1er contre Laval le 10 juillet. Deux matchs sont aussi programmés au mois de juillet dans le cadre du « Challenge Paul-Le Hesran » du nom d'un ancien joueur, ancien président du Stade briochin puis président de la Ligue de l'Ouest de Football. Les Merlus jouent à Saint-Brieuc contre l'En Avant de Guingamp le 14 juillet, et contre le Stade brestois le 17 juillet. Un match opposant les titulaires à l'équipe prime est aussi mis en place le 21 juillet à Plœmeur, le club souhaitant organiser un match de préparation cette semaine-là, mais n'ayant pu trouver d'adversaire malgré des contacts pris en Angleterre.

## Effectif

### Effectif professionnel
| N° | Nom                   | Poste     | Naissance         | Nationalité sportive | Sélection                      | Contrat actuel           | Dernier club                 |
| 1  | Lionel Cappone        | Gardien   | 8 février 1979    | France               | -                              | - Juin 2011              | SCO Angers                   |
| 16 | Fabien Audard         | Gardien   | 28 mars 1978      | France               | -                              | - Juin 2012              | AS Monaco                    |
| 30 | Benjamin Lecomte      | Gardien   | 26 avril 1991     | France               | -                              |                          | Formé au club                |
| 35 | Alban Joinel          | Gardien   | 14 septembre 1979 | France               | -                              | Juin 2008 - Juin 2011    | USJA Carquefou               |
| 2  | Franco Sebastian Sosa | Défenseur | 4 avril 1981      | Argentine            | -                              | Août 2009 - Juin 2012    | Gimnasia de Jujuy            |
| 3  | Guillaume Gégousse    | Défenseur | 14 mars 1990      | France               | -                              |                          | Formé au club                |
| 6  | Grégory Bourillon     | Défenseur | 1er juillet 1984  | France               | France Espoirs                 | Janvier 2010 - Juin 2014 | Paris SG                     |
| 14 | Arnaud Le Lan         | Défenseur | 22 mars 1978      | France               | -                              | - Juin 2012              | EA Guingamp                  |
| 15 | Jérémy Morel          | Défenseur | 2 avril 1984      | Madagascar           | -                              | - Juin 2011              | Formé au Club                |
| 17 | Maxime Baca           | Défenseur | 2 juin 1983       | France               | -                              | Juin 2009 - Juin 2011    | Le Havre AC                  |
| 27 | Bruno Ecuele Manga    | Défenseur | 16 juillet 1988   | Gabon                | Gabon A                        | Juin 2010 - Juin 2014    | SCO Angers                   |
| 4  | Alaixys Romao         | Milieu    | 18 janvier 1984   | Togo                 | Togo A                         | Juillet 2010 - Juin 2014 | GF38                         |
| 7  | Arnold Mvuemba        | Milieu    | 28 janvier 1985   | France               | -                              | Juillet 2009 - Juin 2014 | Portsmouth                   |
| 8  | Yann Jouffre          | Milieu    | 23 juillet 1984   | France               | -                              | Juillet 2009 - Juin 2011 | EAGGuingamp                  |
| 10 | Olivier Monterrubio   | Milieu    | 8 août 1976       | France               | France A'                      | Juin 2009 - Juin 2011    | FC Sion                      |
| 11 | Sigamary Diarra       | Milieu    | 10 janvier 1984   | Mali                 | Mali A                         | Juin 2009 - Juin 2012    | Tours FC                     |
| 12 | James Fanchone        | Milieu    | 21 février 1980   | France               | -                              | Juillet 2009 - Juin 2011 | RC Strasbourg                |
| 18 | Morgan Amalfitano     | Milieu    | 20 mars 1985      | France               | -                              | Juin 2008 - Juin 2011    | CS Sedan-Ardennes            |
| 19 | Francis Coquelin      | Milieu    | 13 mai 1991       | France               | France -19 ans                 | 2011 (prêt)              | Arsenal Football Club        |
| 20 | Rafik Bouderbal       | Milieu    | 19 septembre 1987 | France               | -                              | - Juin 2011              | ES Sétif (retour de prêt)    |
| 21 | Cheick Doukouré       | Milieu    | 11 septembre 1992 | France               | -                              | Juin 2009 - Juin 2013    | CM Aubervilliers             |
| 23 | Mathias Autret        | Milieu    | 1er mars 1991     | France               | France -19 ans                 | Juin 2010 - Juin 2014    | Stade brestois               |
| 24 | Antoine Buron         | Milieu    | 22 octobre 1983   | France               | -                              | Juin 2009 - Juin 2011    | Amiens SC                    |
| 26 | Rémi Mulumba          | Milieu    | 2 novembre 1992   | France               | -                              | Juin 2009 - Juin 2013    | Amiens SC                    |
| 9  | Kevin Gameiro         | Attaquant | 9 mai 1987        | France               | France A                       | Juin 2008 - Juin 2012    | RC Strasbourg                |
| 13 | Sebastián Dubarbier   | Attaquant | 19 février 1986   | Argentine            | -                              | Janvier 2010 - Juin 2015 | CFR Cluj                     |
| 22 | Kévin Monnet-Paquet   | Attaquant | 19 août 1988      | France               | Équipe de France espoirs       | Prêt                     | RC de Lens                   |
| 27 | Lynel Kitambala       | Attaquant | 26 octobre 1988   | France               | Équipe de France espoirs       | Août 2009 - Juin 2013    | JA Auxerre                   |
| 29 | Fabien Robert         | Attaquant | 6 janvier 1989    | France               | France -19 ans, France -20 ans | Juin 2008 - Juin 2012    | US Boulogne (retour de prêt) |

### Dirigeants
- Loïc Féry, président
- Stéphane Pédron et Christophe Le Roux, superviseur
- Ramón Ramírez et Bernard Le Roux, recrutement
- Rolland Bourse, Coordinateur sportif

### Staff technique
- Christian Gourcuff, entraîneur
- Sylvain Ripoll, entraîneur adjoint
- Florian Simon, préparateur physique
- Patrick L'Hostis, entraîneur des gardiens

## Matchs

### Ligue 1
L'équipe commence son championnat de Ligue 1 par une série de matches que l'entraineur, Christian Gourcuff, juge « très difficile » lors du tirage au sort organisé par la fédération en mai 2010, trois des quatre premiers adversaires du club ayant fini la saison précédente aux trois premières places.
Les effectifs du clubs continuent à évoluer au début de cette saison, pour cause de mercato ou de blessures. L'attaquant Lynel Kitambala en provenance de l'AJ Auxerre signe pour quatre ans avec le club rejoint peu avant la fin du mercato par Kévin Monnet-Paquet en provenance de Lens, tandis que Jonas Sakuwaha et Maxime Barthelmé quittent le club, prêtés pour chacun pour un an, respectivement au Havre AC et au Paris FC. Kevin Gameiro est aussi un temps donné partant par la presse alors que l'Olympique de Marseille cherche à recruter un attaquant en début de saison. Le club doit aussi se passer pour trois mois de Lamine Koné victime d'une fracture de la malléole lors du match contre Marseille.

### Coupe de France
Lorient entame cette édition de la coup de France par un derby à domicile joué contre le Vannes Olympique Club. La qualification est obtenue par 4 buts à 1, la domination lorientaise sur la partie étant concrétisée lors de la seconde mi-temps. Le club rencontre ensuite le Vendée Fontenay Foot en seizième de finale le 22 janvier, club coatché par l'ancien joueur lorientais Antony Gauvin. La qualification n'est obtenue qu'à la 107e minute par l'ouverture du score par Mathias Autret rentré en jeu quelques minutes plus tôt. Le FC Metz est reçu à domicile le 1er février pour les huitième de finale. Les trois buts de la victoire lorientaise sont marqués en seconde mi-temps, dont un doublé de Kevin Gameiro, ce qui permet au club d'accéder pour la première fois depuis huit ans le stade des quarts de finale. Lorient rencontre le LOSC Lille Métropole au Stadium Lille Métropole le 2 mars en quart de finale. L'équipe doit jouer à 10 après l'expulsion d'Ecuele Manga à la 62e, et les deux clubs ne parviennent pas à se départager au terme des prolongations en restant sur un score vierge. Au terme des tirs au but, Lorient est éliminé de la coupe par 3 tirs au but à 5.
| Date             | Tour          | Adversaire | Lieu                  | Score           | Réf.    | Buteurs                                            | Public |
| 8 janvier 2011   | 32e de finale | Vannes OC  | Stade Yves-Allainmat  | 4-1             | Rapport | Fanchone 37e, Kitambala 58e, Romao 91e, Diarra 93e |        |
| 22 janvier 2011  | 16e de finale | Fontenay   | Stade Henri-Desgrange | 1-0             | Rapport | Autret 107e                                        |        |
| 1er février 2011 | 8e de finale  | FC Metz    | Stade Yves-Allainmat  | 3-0             | Rapport | Gameiro, 52e 91e Diarra 83e                        |        |
| 2 mars 2011      | 1/4 de finale | Lille OSC  | Stadium Nord          | 0-0 · 5 tab à 3 | Rapport | -                                                  |        |

### Coupe de la Ligue
Le FCL entame la Coupe de la Ligue par un derby joué à domicile contre le Stade brestois à l'occasion des 16e de finale. Le tirage au sort du 30 août 2010, donne au club un adversaire qu'il va affronter dix jours plus tôt lors du championnat de Ligue 1. Lorient remporte ce derby 1 à 0, et se qualifie pour les huitièmes de finale.
Pour ce second tour, le tirage au sort du 28 septembre 2010 donne l'AS Monaco comme adversaire à Lorient, matche qui se tient au stade Louis-II.

## Préparation des saisons futures
Le club prévoit vers la fin de sa saison une réduction de sa masse salariale pour la saison suivante en réduisant son effectif professionnel. Dans le même temps, ses prestassions de la saison assure au club une hausse de sa dotations du aux droits reversés par la fédération : ses cinq années consécutives en ligue 1, ainsi que ses quatre matches diffusé en direct permettent au club d'augmenter son budget pour la saison suivante. 
La mise en chantier de l'Espace FCL avancent pendant la saison. La mairie entérine le projet fin décembre 2009, et le projet est précisé lors d'un conseil municipal mi-janvier 2010 et est adopté à l'unanimité. Le plan local d'urbanisme est revu au terme d'une enquête publique, et entériné par la mairie le 25 mai 2010. Le 3 août 2010, le FC Lorient annonce sur son site officiel que le permis de construire a été déposé. Celui-ci est signé le 21 octobre 2010 par la mairie de Plœmeur. Cependant, des opposants au projet déposent deux recours gracieux auprès de la mairie, rejetés par celle-ci, puis un recours contentieux auprès du tribunal administratif de Rennes le 16 mars 2011. La piste de Guidel et du domaine de Kerbastic est alors ré-évoquée par Loïc Féry tandis qu'à Plœmeur des personnes favorables au projet organisent des manifestations de soutien. Les travaux sont lancés le 29 mai 2011.